# Sankta Maria kyrka, Malmö
Sankta Maria kyrka, kyrkobyggnad vid Nobelvägen i Malmö. Den är sedan 2014 församlingskyrka i Malmö S:t Johannes församling i Lunds stift.

## Kyrkobyggnaden
Kyrkan är till formen en basilika med mittskepp och två sidoskepp. Ett 25 meter högt klocktorn med tre klockor är rest på en terrasserad plan utanför kyrkan.
Byggnaden uppfördes 1928 som Västra Skrävlinge församlingshus efter ritningar av August Ewe och Carl Melin. Den blev 1 januari 1949 kyrka åt då nybildade Möllevångens församling under namnet Möllevångens kyrka.
1963 byggdes den om till nuvarande utformning. Arkitekter var Thorsten Roos och Bror Thornberg. Kyrkan erhöll då sitt nuvarande namn. Vid denna ombyggnad tillkom även klocktornet. Kyrkan invigdes första söndagen i advent 1963.
Byggnaden är murad av rött fasadtegel med sadeltak som är klätt med lertegel. Kyrkan är granne med Södervärns vattentorn.
1990 målades hela kyrkan om invändigt.
Kyrkan rymmer ungefär 450 besökare. Byggnaden är inte skyddad enligt kulturmiljölagen.

## Inventarier
- Interiören, med vita odekorerade väggar, domineras av en monumental mosaik av Bo Beskow placerad på korväggen som föreställer Jesus som stillar stormen.
- Ena långväggen upptas av sju kvadratiska fönster, som symboliserar de sju skapelsedagarna.
- Altaret, liksom predikstolen, är av Ölandssten.
- Dopfunten är tillverkad på Orrefors glasbruk och signerad Sven Palmqvist.
- I vapenhuset finns ett fönster, också av Bo Beskow, som föreställer Maria, Jesu moder, som kyrkan fått sitt namn efter.

## Orgel

### Läktarorgel
Orgeln från 1965 är byggd av A. Mårtenssons orgelfabrik i Lund. Den har följande disposition:
| Manual I C-f3 | Manual II C-f3 | Pedal C-f1 | Koppel |
| Orlos         | Trumpeta Real  | Trumpeta   | I/P    |
| Quincena      | Cimbala        | Octava     |        |
| Tapadillo     | Diezinovena    | Flautado   |        |
| Violon        | Quincena       | Violon     |        |
|               | Octava Nasarda |            |        |
|               | Violon         |            |        |
|               | Violon         |            |        |
|               | Chirimia       |            |        |
|               | Clarin         |            |        |
|               | Lleno          |            |        |
|               | Diezistena     |            |        |
|               | Octava         |            |        |
|               | Flautado       |            |        |
|               | Bajoncillo     |            |        |